# إصغاء معلوماتي
عملية الإصغاء المعلوماتي تركز على قدرة الفرد على فهم رسالة المتحدث. إنه جزء حاسم الأهمية في الحياة اليومية للأفراد، بل إن عدم إدراك مفهوم الإصغاء المعلوماتي من الممكن أن يعود بالضرر على مساهمة الفرد في المجتمع،وفي واقع الأمر، يعود بالضرر على نوعية الحياة بشكل عام. يندرج الكثير من المستمعين الذين يشاركون في المحادثات على أساس منتظم تحت غطاء الإصغاء إلى المعلومات. وفي المكتب، يستمع الموظفون بإنصات إلى رؤسائهم للحصول على إرشادات بشأن المهام المطلوبة منهم. وفي المدرسة، يستمع التلاميذ إلى المعلمين للحصول على المعلومات التي يتعين عليهم فهمها من أجل اجتياز المسابقات والاختبارات. وفي جميع المجالات الحياتية، يلعب الإصغاء المعلوماتي دورًا حاسم الأهمية في التواصل الإنساني.

## المعوقات المحتملة
من الطبيعي عند الإنصات إلى رسالة شخص ما أن تغفل عن بعض جوانب المحادثة أو أن تصدر أحكامًا مسبقة قبل عرض كل المعلومات. وهذا النقص في الفهم الفعَّال يعود بالضرر على التواصل، ويتضح على نحو فعَّال من خلال العديد من العقبات المحددة. وتكمن أهم هذه العقبات في الانحياز التأكيدي والتأثير الحي. وتشوه كلتا عاقبتي التواصل الفعَّال رسالة المتحدث عن طريق التأثير بشدة على فهم موضوع معين.

### الانحياز التأكيدي
الانحياز التأكيدي هو الميل إلى انتقاء جوانب معينة من المحادثة تدعم معتقداتنا وقيمنا. وتثبت هذه العملية النفسية وجود أثر ضار على التواصل لعدة أسباب. أولاً، يميل الانحياز التأكيدي إلى انخراط الشخص في المحادثة قبل إنهاء المتحدث لرسالته/لرسالتها. ونتيجة لذلك، يتم تكوين الرأي دون الحصول أولاً على كل المعلومات ذات الصلة. وهذا بدوره يؤدي إلى تفكير غير متمعن فضلاً عن إصدار أحكام جذافية خاطئة قد تؤثر لاحقًا على الآخرين. ثانيًا، يقلل الانحياز التأكيدي من قدرة الشخص على أن يكون منفتحًا. فعلى سبيل المثال، عند الإنصات إلى بيان ما ربما يسمع شخص شيئًا في بداية الحوار يثير لديه شعورًا ما. وسواء كان ذلك الشعور غضبًا أو خيبة أمل أو أي شيء آخر، فمن الممكن أن يكون له تأثير عميق على فهم الشخص لبقية الحوار. فإذا كان الشعور بالغضب من تعبير قام به المتحدث في بداية حديثه، فمن المرجح أن تكون سببًا في العزوف عن قبول الحجج المقدمة في وقت لاحق من المحادثة. ولمكافحة هذا الانحياز وعواقبه الوخيمة، يجب أن يكون الفرد على دراية به وبآثاره. ومن خلال هذه المعرفة، يستطيع الفرد معرفة طريقة الحكم نقديًا على كلا جانبي حجة ما قبل الوصول إلى نتيجة.

### التأثير الحيّ
التأثير الحيّ يوضِّح كيفية تأثير الأحداث الحية أو التصويرية والدرامية بشكل كبير جدًا على إدراك الفرد لموقف ما. وقد ضخمت وسائل الإعلام هذه الظاهرة في العقود الأخيرة.وبفضل استخدام تكنولوجيا وسائل الإعلام، يمكن استخدام الصور التعبيرية لوصف الحدث. في حين أن ذلك يجعل عملية تلقي الأخبار أكثر سهولة ومتعة، إلا أنه من الممكن أن يزيد من سوء الموقف بل ويضخمه. وبعد مرور عام على حادث إطلاق نار في مدرسة كولومباين الثانوية، ذكر حوالي 60 شخصًا من أولئك الذين أجابوا على استقصاء أجرته مجلة يو إس إيه ويك إند أنهم شعروا بإطلاق النار كأنه على مدرستهم وليس غيرها. إلا أن الحقيقة كانت مختلفة تمامًا، في الواقع، ذلك أن احتمالية إطلاق نار في مدرسة أمر يكاد لا يذكر في أمريكا، ولكن التأثير الحيّ من قِبل وسائل الإعلام عمل على تصعيد الموقف. فهو موجود قبل اختراع التليفزيون أو الراديو بفترة كبيرة. وعند مراقبة حدث بصورة شخصية عن كثب، يتأثر الفرد تلقائيًا بالجوانب الحسية والحيّة. وبالتالي، يصبح الشخص سريع الاعتقاد بأن جميع جوانب الحدث سيئة حال تذكره المشاهد الحية التي استاء منها. ولمجابهة ذلك، يجب أن يكون الفرد على علم بطبيعة الميل إلى المشاهد الدرامية والهجومية وكيفية التعامل مع هذا الأمر، ومن ثم التصرف وفقاً لذلك. ويجب على المرء مقاومة شعوره بالرغبة في الوصول إلى النتائج، ولكن بدلاً من ذلك يتعين عليه أن يزن كل الحقائق قبل إصدار أحكام.

## الإنصات الفعَّال
بالإضافة إلى تجنب اثنتين من المشكلات الكبرى المسرودة أعلاه، فإن ثمة أشياء يتعين على المرء القيام بها ليصير مستمعًا معلوماتيًا كفئًا.

### الذاكرة
يجب على المرء تذكر ما قيل في الماضي، لكي يفهم ما يقال في الحاضر؛ ولكي يكون هناك تأثير للرسالة، يجب أن يتذكر المرء على الأقل أجزاء من ذاك الحوار في المستقبل. إن أكثر الأدوات المساعدة للذاكرة وضوحًا يتمثل في تدوين الملاحظات، كما أن ذلك يساعد في إنشاء مخطط عقلي للرسالة الجاري سماعها.

### التحديد
تحديد النقطة الرئيسية التي يسعى المتحدث لتوضيحها وإيصالها. وعندما يتم استنتاج النقطة الرئيسية للموضوع، يستطيع المرء فرز بقية المعلومات، ومن ثم يقرر مكان وجودها في المخطط العقلي. وقبل تكوين صورة كاملة للرسالة، يكون من الصعب التركيز على ما يقوله المتحدث، لأنه ليس في الإمكان معرفة المكان الذي يلائم كل معلومة.

### التساؤلات
عادةً ما يكون من المفيد أن يتساءل الشخص ويطرح الأسئلة على نفسه حول موضوع الرسالة. وإذا كانت هناك تساؤلات تدور في ذهن المستمع عماّ يقال، فهذا مؤشر جيد على مشاركته/مشاركتها بنشاط في الإنصات المعلوماتي الفعَّال.